# Tre på en motorcykel
|  | Denne artikel er oprettet af botten PalnaBot ud fra en ekstern database. Den kan derfor have sproglige fejl eller mangler. Denne skabelon kan fjernes efter kontrol af indholdet. |

Tre på en motorcykel er en kortfilm fra 2001 instrueret af Laurits Munch-Petersen efter manuskript af Laurits Munch-Petersen.

## Handling
Bonderøven Niels Anders stoppes på motorcykel af et desperat par, der lige er blevet løsladt fra fængslet. De vil stjæle hans motorcykel, men kan ikke finde ud af at køre den.